# 島田勇雄
島田 勇雄（しまだ いさお、1911年（明治44年）9月28日 - 1990年（平成2年）2月4日）は、日本の国語学者。

## 人物
広島県生まれ。東京帝国大学文学部国文学科卒業。立正大学助教授の後、神戸大学文学部教授となり、1975年定年退官、名誉教授、甲南女子大学教授、1982年退職。

## 著書
- 『文論中心国語文法』明治書院、1963
- 『文論中心口語文法』明治書院、1985
- 『西鶴本の基礎的研究』明治書院、1990

### 共編
- 『万葉集の解釈と文法』次田潤共著、明治書院、1956
- 『国語文語国文法要覧』次田潤共編、明治書院、1957

### 校注
- 『日本古典文学大系 31 保元物語、平治物語』永積安明共校注 岩波書店、1961
- 『日本古典文学大系 84 古今著聞集』永積安明共校注 岩波書店、1966
- 人見必大『本朝食鑑』全5巻 訳注、平凡社東洋文庫、1976-1981
- 伊勢貞丈『貞丈雑記』全4巻 校注、平凡社東洋文庫、1985-1986
- 寺島良安『和漢三才図会』全18巻、竹島淳夫、樋口元巳共訳注、平凡社東洋文庫、1985-1991
- 『大諸礼集 小笠原流礼法伝書』全2巻、樋口元巳共校訂、平凡社東洋文庫、1993

### 記念論集
- 『ことばの論文集 島田勇雄先生退官記念』前田書店出版部、1975
- 『ことばの論文集 島田勇雄先生古稀記念』明治書院、1981

## 参考
- 『日本古典文学大系 第31、保元物語、平治物語』校注者紹介